# Igreja Evangélica Etíope Mekane Yesus
A Igreja Evangélica Etíope Mekane Yesus - IEEMY - é a maior denominação protestante na Etiópia. Foi constituída em 1959, por meio da unificação de missões luteranas no país. Em 1974, as igrejas resultantes das missões presbiterianas na Etíope também se uniram à denominação.
Desde então, é uma das denominações de mais rápido crescimento no país. Em 2023, tinha 12 000 000 membros.

## Doutrina

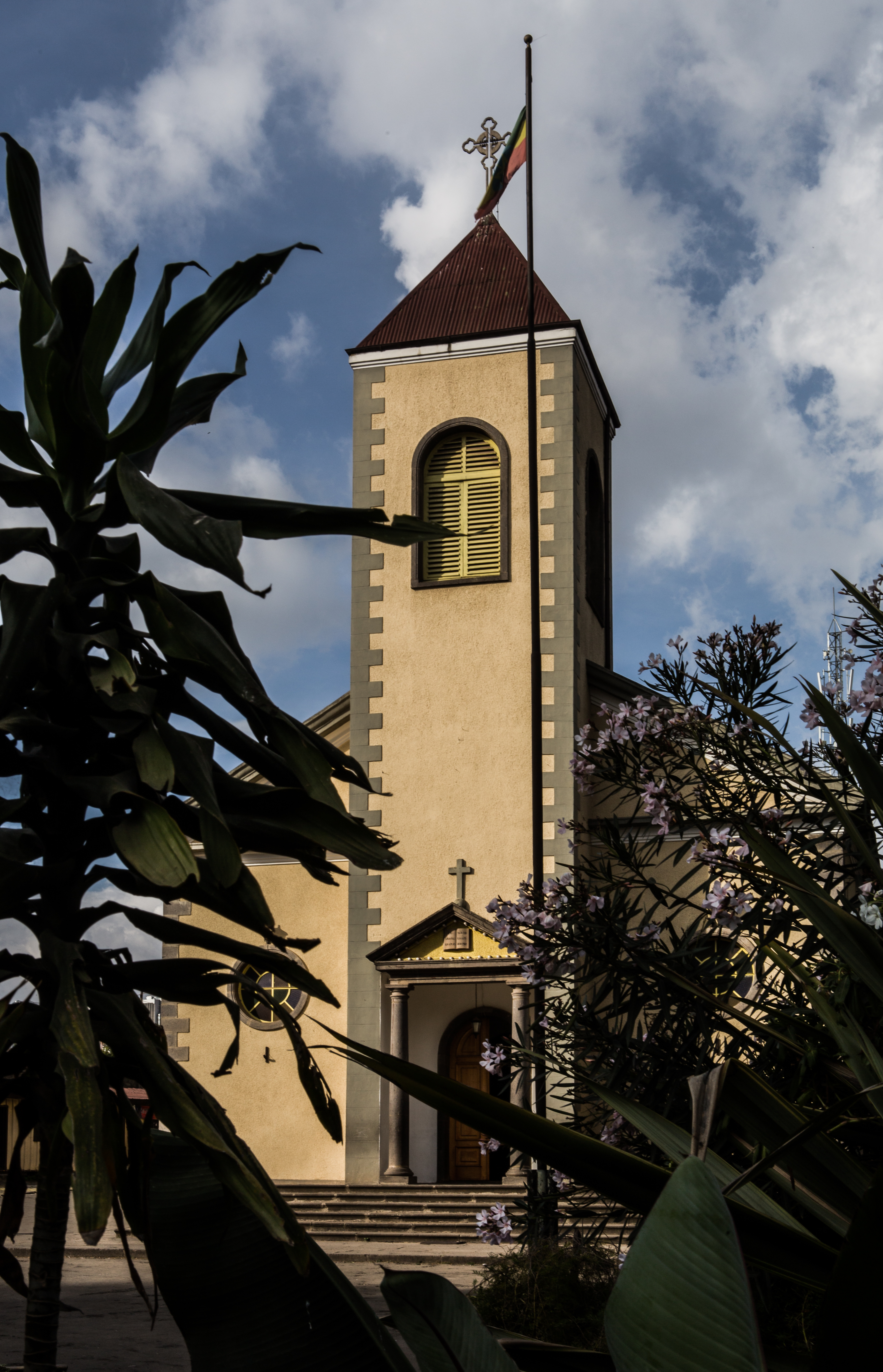
Igreja Amist Kilo, a mais antiga da igreja local da Igreja Evangélica Etíope Mekane Yesus

A IEEMY é uma denominação predominantemente luterana. Todavia, possui Sínodos de origem presbiteriana, razão pela qual se caracteriza pela diversidade doutrinária.
A denominação permite a ordenação de mulheres, mas rejeita o casamento entre pessoas do mesmo sexo.

## Relações intereclesiásticas
É membro do Conselho Mundial de Igrejas, Comunhão Mundial das Igrejas Reformadas e da Federação Luterana Mundial.

## Estatísticas
Em 2009, a denominação tinha cerca de 5 279 822 membros.
Em 2011, a denominação estimou ter 5 846 407 membros.
Em 2013, a denominação relatou ter 6 355 838 membros.
Em 2015, a denominação relatou ter 7 886 595 membros.
Em 2019, tinha cerca de 10 404 128 membros.
Em 2023, a denominação relatou ter 12 000 000 de membros à Federação Luterana Mundial, sendo a maior denominação membro da organização. É. também, a maior denominação membro pleno da Comunhão Mundial das Igrejas Reformadas.
No período entre 2009 e 2023, a denominação cresceu 127,28%. No mesmo período, a população etíope cresceu 45,84%.